# Sheffield United FC
Sheffield United FC är en engelsk professionell fotbollsklubb i Sheffield, grundad den 22 mars 1889 efter att tidigare ha varit en cricketklubb. Hemmamatcherna spelas på Bramall Lane. Smeknamnet är The Blades, men även The Pigs som anspelar på deras röd-vit-randiga tröjor som sägs likna bacon. Klubben spelar sedan säsongen 2024/2025 i EFL Championship.

## Historia

Klubbens ligaplaceringar från och med 1892.

Sheffield United blev medlem av The Football League 1892 och hade sin storhetstid mellan 1896 och 1925 då de vann ligan en gång och kom tvåa två gånger samt vann FA-cupen fyra gånger och var i final ytterligare en gång. Lågvattenmärket var 1981/82 då man spelade i Fourth Division.
Efter att klubben säsongen 2010/11 åkte ur The Championship, den näst högsta ligan, spelade de för första gången på 25 år i den tredje divisionen. Säsongen 2011/12 slutade de trea i League One efter hård kamp om direktuppflyttningsplatsen med ärkerivalen Sheffield Wednesday och förlorade sedan playoff-finalen mot Huddersfield Town. I ett minnesvärt avgörande på straffar behövdes det 22 straffsparkar för att skilja de båda lagen åt. Huddersfield vann med 8-7 trots att deras tre första straffskyttar missade.
Säsongen 2016/2017 vann Sheffield United tredjedivisionen League One och blev därmed åter uppflyttade till The Championship. Säsongen 2018/2019 blev Sheffield uppflyttade till Premier League för första gången på 12 år. Som nykomlingar i Premier League slutade Sheffield på 9:e plats säsongen 2019/2020. Följande säsong gick värre för Sheffield som endast vann en match på de första 18 matcherna i serien. Den 13 mars 2021 lämnade huvudtränaren Chris Wilder efter fem år i klubben och ersattes av Paul Heckingbottom som en tillfällig lösning fram till slutet av säsongen. Han lyckades dock inte rädda Sheffield som blev nedflyttade till Championship.
Den 27 maj 2021 blev Slavisa Jokanovic anställd som ny huvudtränare och han blev klubbens förste huvudtränare som inte är från Storbritannien.

## Rivalitet
Klubbens ärkerivaler är Sheffield Wednesday. Steel City derby, som matcherna mellan klubbarna kallas, är ett av de hetaste och mest prestigeladdade i England.
I mindre grad är det även rivalitet med de övriga klubbarna från Yorkshire-området, bland annat med Barnsley och Leeds United.

## Meriter

### Liga
- Premier League eller motsvarande (nivå 1): Mästare 1897/98; Tvåa 1896/97, 1899/00
- The Championship eller motsvarande (nivå 2): Mästare 1952/53; Tvåa och uppflyttade 1892/93, 1938/39, 1960/61, 1970/71, 1989/90, 2005/06, 2018/19, 2022/23
- League One eller motsvarande (nivå 3): Tvåa och uppflyttade 1988/89
- League Two eller motsvarande (nivå 4): Mästare 1981/82

### Cup
- FA-cupen: Mästare 1898/99, 1901/02, 1914/15, 1924/25; Finalist 1900/01, 1935/36

## Spelare

### Truppen
Korrekt per den 14 augusti 2025
| 1  | England  | Michael Cooper | 8 oktober 1999   | Plymouth Argyle (-24) |
| 13 | Kroatien | Ivo Grbić      | 18 januari 1996  | Atlético Madrid (-24) |
| 17 | Wales    | Adam Davies    | 17 juli 1992     | Stoke City (-22)      |
| 31 | England  | Luke Faxon     | 15 februari 2005 | Sheffield United FC   |

| 3  | England     | Sam McCallum           | 2 september 2000 | Norwich City (-24)          |
| 6  | Nya Zeeland | Tyler Bindon           | 27 januari 2005  | Nottingham Forest (-25)     |
| 14 | England     | Harrison Burrows       | 12 januari 2002  | Peterborough United (-24)   |
| 16 | England     | Jamie Shackleton       | 8 oktober 1999   | Leeds United (-24)          |
| 19 | England     | Jack Robinson          | 1 september 1993 | Nottingham Forest (-20)     |
| 29 | Irland      | Sam Curtis             | 1 december 2005  | St Patrick's Athletic (-24) |
| 32 | Bulgarien   | Mihail Polendakov      | 5 juni 2007      | Septemvri Sofia (-25)       |
| 33 | Wales       | Rhys Norrington-Davies | 22 april 1999    | Sheffield United FC         |
| 38 | England     | Femi Seriki            | 28 april 2003    | Bury (-19)                  |
| 45 | England     | Sai Sachdev            | 9 mars 2005      | Sheffield United FC         |

| 4  | England       | Ollie Arblaster     | 8 januari 2004    | Sheffield United FC |
| 8  | Nederländerna | Gustavo Hamer       | 24 juni 1997      | Coventry City (-23) |
| 10 | England       | Callum O'Hare       | 1 maj 1998        | Coventry City (-24) |
| 11 | England       | Andre Brooks        | 20 augusti 2003   | Sheffield United FC |
| 18 | Senegal       | Djibril Soumaré     | 7 januari 2003    | Braga (-25)         |
| 20 | Nigeria       | Ehije Ukaki         | 2 oktober 2004    | Botev Plovdiv (-25) |
| 22 | England       | Tom Davies          | 30 juni 1998      | Everton (-23)       |
| 40 | Nigeria       | Christian Nwachukwu | 27 december 2005  | Botev Plovdiv (-25) |
| 42 | England       | Sydie Peck          | 13 september 2004 | Sheffield United FC |

| 7  | Irland    | Tom Cannon        | 28 december 2002 | Leicester City (-25)      |
| 23 | England   | Tyrese Campbell   | 28 december 1999 | Stoke City (-24)          |
| 25 | Peru      | Jefferson Cáceres | 22 augusti 2002  | Melgar (-25)              |
| 27 | England   | Louie Barry       | 21 juni 2003     | Aston Villa (-25)         |
| 34 | England   | Louie Marsh       | 16 oktober 2003  | Sheffield United FC       |
| 39 | Skottland | Ryan Oné          | 26 juni 2006     | Hamilton Academical (-23) |

#### Utlånade spelare
| Nr | Land | Pos | Namn |
| -- | ---- | --- | ---- |

| Nr | Land | Pos | Namn |
| -- | ---- | --- | ---- |